# 악시옹 프랑세즈

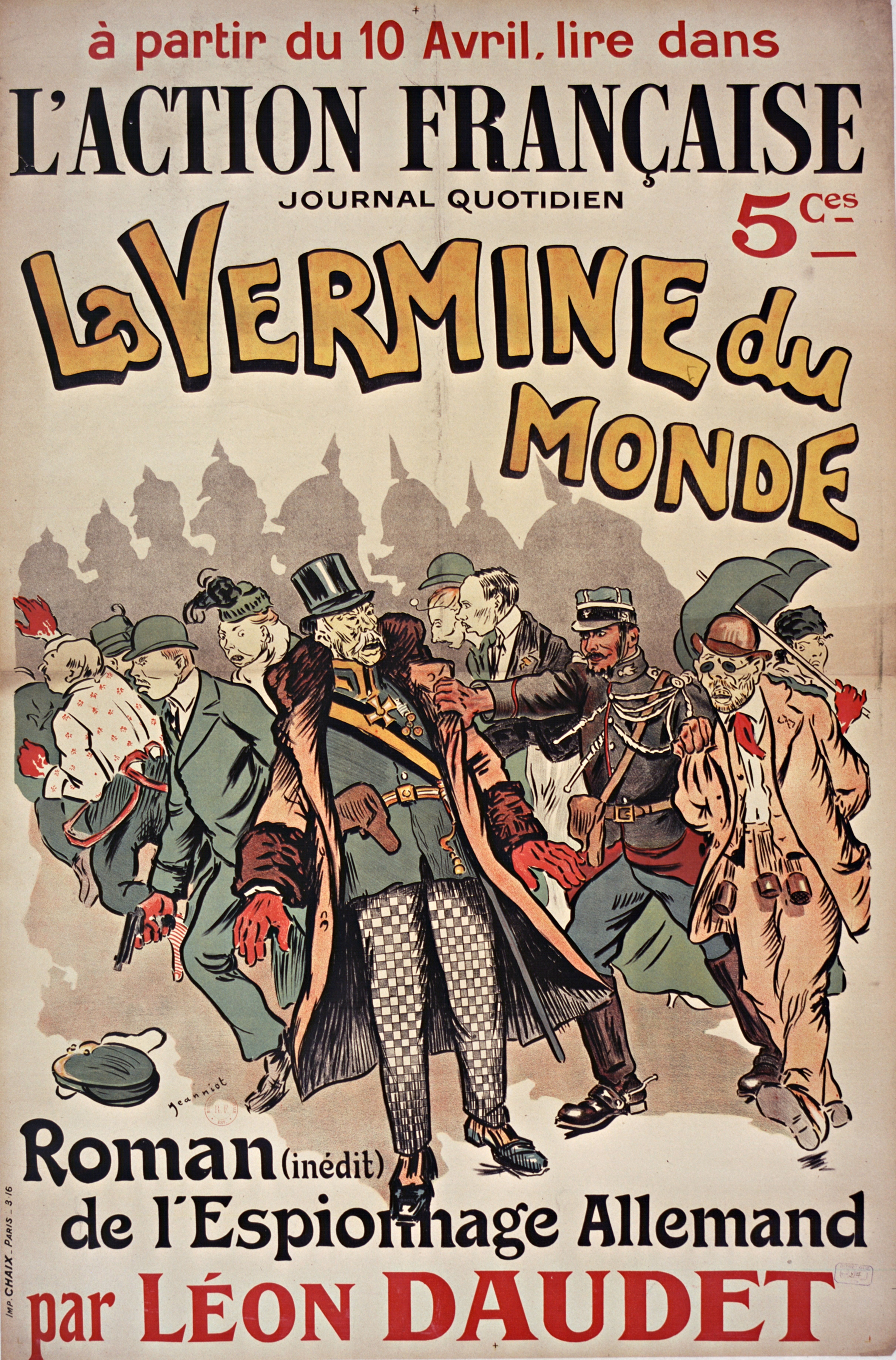
1918년 4월 10일자 악시옹 프랑세즈 신문

악시옹 프랑세즈(프랑스어: Action française)는 '프랑스의 행동'이라는 뜻으로 로마 가톨릭교회신도들을 주축으로한 반공화주의 단체이자 이들이 발행한 신문(1908. 3. 21~1944. 8. 24)의 이름이다. 드레퓌스 사건 당시 반(反)드레퓌스 진영에서 드레퓌스의 유죄와 반유대주의를 부르짖으며 강한 민족주의를 표방했다. 청년단인 ‘카믈로 뒤 루아(Camelots du Roi·왕의 행상) 등의 활동 때문에 제1차 세계 대전 이전에는 가장 두드러진 우익 단체였다. 1926년 교황청으로부터 공개 비난을 받고 활동이 조금 위축됐으나 여전히 막강한 힘을 가지고 있었다. 독일의 프랑스 점령 후 가톨릭교회가 다시 힘을 얻게되자 비시 정부와 연합하였고 제2차 세계 대전 이후 계속 존재했지만 사실상 해산되었다.

## 배경
오랜 가톨릭 국가였던 프랑스는 프랑스 혁명을 겪으며 공화주의자들에게 공격과 수모를 당했다. 제3공화국 때에는 예수회가 추방당하고 종교와 교육이 분리 당했다. 대혁명 이후 프랑스를 휩쓴 이런 전국적인 반가톨릭 움직임에 저항해 가톨릭교회 측은 교황 레오 13세의 회칙 〈새로운 사태〉에 따라 일사불란하게 움직여 재빠르게 정치 조직화하는 움직임을 보였다. 라투르 뒤팽(La Tour du Pin)후작은 알베르 드묑과 함께 1871년부터 가톨릭 '노동자 클럽'(영문:The Society of Catholic Worker Circles, 불어:Oeuvre Circles Catholiques d'Ouvriers)을 조직했고 교황의 지시한 방향에 따라 사회기독교당을 창당하는 것을 지지했으며 노동자와 고용주를 가부장주의적인 공동의 단체로 결속시켰다. 동시에 사회문제를 공격하기 바라는 기독교민주당이 구상되었으며 이 정당은 민주주의적인 신부들에 의해서 추진되었다. 1894년에 마르크 상그니에(Marc Sangnier)는 〈밭고랑(Le Sillon)〉이란 단체를 설립했는데 〈밭고랑〉 단체에서 보수주의자들의 또 다른 결집의 흐름은 〈라 크로와〉신문과 〈성모마리아승천회〉 회원들의 주변에서 계획되었다. 이들은 우파 가톨릭 당을 구성하기 위한 목표로 나아갔다. 이들은 사회주의에 대한 저항과 사회적 방어에 집착한 대보수당을 구성하기 위하여 기회주의자들을 가담시키려는 목표에 전념했다. 이렇게 해서 드레퓌스 사건에 연루된 작크 피우(Jacques Piou)와 더불어 하원을 구성하게 되었다. 이들 가톨릭 집단은 국가안의 또 다른 국가를 이루고 있었다. 이 때문에 제3공화국은 로마 가톨릭교회 세력에 매우 민감하지 않을 수 없었다. 결국 가톨릭 교회는 민족주의와 반유대주의의 비약과 더불어 우파에게 합류하고 공화국을 바꾸거나 파괴하기 위한 여론 운동을 조직화 하기 위한 결집의 필요성을 인식하게 됐다. 이렇게 만들어진 단체가 〈악시옹 프랑세즈(L'Action française)〉이다.

## 주요 활동가

### 샤를 모라스
왕당파 가톨릭 집안에서 태어난 샤를 모라스는 이 운동의 지도자였다. 그는 군주제의 복귀를 위한 완전한 민족주의 원칙을 창안하고 이 원칙이 갈등으로 분열된 프랑스 사회를 통합할 수 있는 유일한 제도라고 생각했다.로마 가톨릭교도, 소(小)기업가, 전문직업인의 폭넓은 지지를 받은 이 운동은, 로마 가톨릭교회가 세상을 지배하던 구체제로의 복귀를 목표로 하였다. 그래서 민주주의 정부인 제3공화국(1870~1940)을 폭력으로 전복하자고 주장할 만큼 과격했다.
그는 1898년에 드레퓌스 사건 당시 반드레퓌스편에 서서 '반 드레퓌스 프랑스 행동(Anti- Dreyfus Action française)'을 창립하였다. 그는 목적이 수단을 정당화한다는 예수회의 노선을 그대로 채택했다. 그는 드레퓌스 사건에서 위증했다 자살한 앙리 소령을 칭찬했다. 또 악시옹 프랑세즈에 다음과 같이 말했다. "목적을 이루기 위해 , 그리고 뇌물을 바치기 위해 돈이 필요하다. 우리는 여성들과 양심가들, 그리고 불충한 사람들을 매수해야 한다."

### 레옹 도데
레옹 도데는 소설가 알퐁스 도데의 맏아들이다. 그는 처음에는 의학을 전공하였으나 저널리스트로서 출발하여 《피가로》지(紙), 《고루아》지, 《라 리브르 파롤》지 등에 기고하며 반(反)유대주의를 설파하는데 앞장섰다. 1904년경에 알게 된 샤를 모라스와 함께 '악시옹 프랑세즈' 운동에 참가하여 유력한 협력자가 되었다. 그는 1908년부터 〈악시옹 프랑세즈〉신문을 보수적·민족주의적·왕당파적 입장의 일간지로 개편했다.

### 조르주 소렐
조르주 소렐은 폭력적 노동조합운동을 통해 정권을 무너뜨리려한 생디칼리슴 운동의 이론을 구축한 프랑스의 사회사상가이다. 반민주주의·반의회주의 사상가로서 파시즘의 아버지로 여겨진다. 그는 드레퓌스 사건이 터질 당시에는 친드레퓌스파에 섰다가 나중에 변절하여 생디칼 운동에 나서며 노동운동에 뛰어들었다가 샤를 모라스와 친교하고 〈악시옹 프랑세즈〉에 자신의 사상편력을 피력하는 인터뷰를 싣기도 했다. 그리고 다시 왕당파 쪽에 섰다가 말년엔 레닌의 공산주의를 칭송하는 등 종잡을 수 없는 행보를 보였다. 이탈리아의 파시스트 무솔리니는 나중에 "내가 가장 큰 빚을 진 이는 바로 소렐이다"고 말했다.

## 같이 보기
- 프랑스 제3공화국
- 군주주의